# 文化 (動物)
この記事では生物学における文化（ぶんか）という用語・概念について解説する。生物学では文化とは、
- 文化人類学上の文化概念を、今西錦司が動物社会にまで敷衍させて用いたもの[1]。その「文化」というのは、文化人類学者によって表現が異なるが、例えばLinton（1945）によって「習得された行動と行動の諸結果の総合体であり、その構成要素があるひとつの社会のメンバーによって分有され伝達されるもの」とされたような概念である[1]。人間の文化と区別する意味で、「カルチュア culture」、「サブカルチュア sub-culture」「プレカルチュア pre-culture」とも言う[1]。
- 動物の行動における、個体間で伝達継承される、後天的に獲得された行動全般のこと（行動主義的な用法）。一般には文化は、人間とその他の動物を分けるためのものとして定義されるが、動物にも認められるという考え方に基づく。

## 概説
生物学の領域では、上述のごとく（人間の文化と区別しつつ、「カルチャー」ではなく）「カルチュア」「サブカルチュア」「プレカルチュア」という用語が用いられている。また文化的行動 cultural behaveior という用語も用いられている。文化的行動とは、動物において、その種全体ではなくて、特定の個体群あるいは集団だけに観察され、かつ世代を超えて伝承される行動を指して用いられている。こうした行動の例としては、例えば、チンパンジーの果実割りの行動、イギリスのカラ類に見られることがある牛乳瓶の蓋開けなどを挙げることができる。特にチンパンジーの行動では、道具の使用、ノンバーバルコミュニケーション、食性などが、地域ごとに著しく異なっていることが知られている。
また、ニホンザルの群れについては、日本人学者による研究によって、新しい行動の伝播・分有・伝承の過程が明らかにされた。
文化と言えば一般には、人間の文明を支えるもの、とされ、民族によってさまざまな文化が継承されていることが知られている。そして一般には、文化は人間に特有のもの、と見なされている。
しかし、これが本当に人間に固有のものであるかどうかを考えるためには、他の生物と比較できるような形で、文化を定義する必要がある。そのような立場から考えた場合、文化は何にかかわるものかと言えば、個体の行動や個体間の伝達に関わるものであるから、それが生態学、行動学の分野の問題であるということがわかる。行動学においては、行動を支える仕組みによって分類する考え方があり、生得的に決まっている行動を本能行動、後天的に、経験によって身につけた行動を学習行動、および知能行動などと分類する。生得的な行動は遺伝子レベルで決まっているものである。
この立場で考えれば、文化やそれに基づく行動は遺伝的に決まっているわけではないから、後天的なものに含まれる。しかし、一般的な学習行動とは異なり、個々の個体がその行動をそれぞれ独立に、試行錯誤的に身につけるものではなく、決まった型を前の世代から伝えられる事で身につける。その伝え方には、先行世代が積極的、具体的に教える場合もあれば、後発世代が先行世代を模倣することで身につける場合もあるが、方法はともかく、遺伝子によらずに、しかも個体間で伝達されることが重要な特徴である。また、そのために文化というものはその集団の多数の個体に共有されることも特徴である。

このように行動主義学的に考えた場合、文化とは、以下のようなものである。
- 動物が後天的に身につける行動であるが、その内容は他の個体から伝えられる事で身につけるものである。
- ただし、その伝達には遺伝子が関与せず、個体間の情報伝達による。その伝達方法も文化的行動に依存している。
- そのような伝達の結果、ある集団を構成する個体の多くが、一定の状況下で、ある程度同じ行動をするようになる。

もし行動が遺伝的・生態的に決定され、遺伝的な形質に基づいた再発明にのみに依存しているのならば、同種の異所的な集団であっても同じ行動が見られるはずである。しかし現在多くの哺乳類や鳥類の行動変異のクラスターが地理的なクラスターと一致することがあることが判明している。もしこの変異が遺伝的な変異に基づかないのならば、他個体からの学習による後天的な違いと考えられる。

## 動物の文化
最初に動物に社会を認める立場は欧米の動物社会学者たちであったが、河合雅雄によれば、梅棹忠夫に示唆されて、人間以外の生物にも文化カルチュアがあると予言したのは今西錦司である。また川村俊蔵は採食品目から子守行動、性行動、順位性などの社会構造など幅広い行動をカルチュアと捉えた。

### 道具の使用
他方で、例えば人類の進化に関わって文化の程度を問う場合などに道具使用が挙げられることも多い。自分の体を使う方法はわかっていて当然であるが、自分の体以外のものを生活に利用するためには高度の知能が必要であると考えられるからである。また、一定の目的のために一つの集団の個体が同一の器具を用いるのはやはり個体間の技術の伝承が必要であるから先の定義にも関わっている。
道具の使用は知能に深い関わりがあると考えられるので、問題解決に道具が使えるかどうかを調べる実験がよく行われ、様々な動物の道具の使いようが知られている。しかしその多くはその場限りのものであり、この問題に限って言えば実際に野外での生活に使われるものでなければ意味はない。
動物のベッドやビーバーのダムのように身体以外の物を活用する行動であっても必ずしも文化とはされない。ただし現在は細かいレベルの差異の伝播というかたちでこれらの行動も文化としてく組み込む動きがある。

### 一次的道具と二次的道具
かつては道具の使用は人間に固有の特徴と考えられたが、現在では上記のように幾つもの例が知られるようになり、人間に固有の能力とは言えなくなった。そこで、一次的道具と二次的道具を区別する議論がある。直接に対象物に作用する道具を一次的道具、道具を作るために使うものを二次的道具と分け、二次的道具を使えるのは人間だけだ、というのである。

## 霊長類の文化

### ニホンザルにおける先行研究
川村は「箕面のニホンザルのドングリのアク抜き」「高崎山のキャラメル食の伝播」などを発見していたその同時期に芋洗いを発見した。
宮崎県幸島のニホンザルの群れで観察された芋洗い行動は、餌付けした群の観察から発見されたもので、海岸の砂地に餌としてまかれたサツマイモを、1頭の若い雌ザルがすぐ食べるのではなく、近くの小さな河口の水中で転がして、汚れを落としてから食べるようになった。次第にその周辺の複数の若い個体もそれを行うようになり、その後の個体は、海水で洗い、どうやら味付けをするらしく、一口ごとに海水に浸す個体も出現した。つまり、1頭が発見した行動が、その個体を見習う形で、他の個体に伝播した。その後、この群れでは、砂地に撒かれた麦を砂ごと海水にほうり込んで砂と選別する行動なども観察され、それも一定の伝播が見られた。ただし追試の結果、フサオオマキザルやカニクイザルは砂のついた芋を与えられると、芋洗いを模倣に依存せずに個体学習することが判明したために、幸島のサルたちが本当に芋洗い文化を発明したのか不明瞭である。しかしニホンザルの毛づくろいが、母子間のみで毛づくろいが行われている低順位家系だとサルジラミの処理技術が一致し、非血縁個体にも毛づくろいをうける高順位の家系の処理技術が不一致であることから、社会関係が行動伝播に影響を及ぼすことが示唆されている。
この例は、動物に文化が存在する可能性を示唆する点で大きな効果があった。それによって、より地味な文化的行動の存在も見直された。たとえば、屋久島産の猿が多数集められた時に見いだされたそうであるが、鶏卵を与えた場合に、食べる個体と食べない個体があり、また、食べるにしても上手な個体と下手な個体があり、しかもそれが捕獲された個体の属する群れによって異なっていたということである。また、季節季節に野外で採る餌のメニューについても、群れごとの伝承があるのではないかとの示唆される。

### チンパンジーの場合
野性チンパンジーの餌付けに最初に成功したジェーン・グドールはチンパンジーの道具使用「シロアリ釣り」を発見した。シロアリを食べる場合に、蟻塚に穴を空け、これに小枝を差し込むのである。シロアリは小枝に引っ掛かり、あるいはそれに噛み付いた状態で釣り出される。これを一気に口にいれてしごき取って食べる。この時、シロアリ釣り用の枝は、チンパンジーが折り取って歯でしごいて作るが、人間が真似してもうまくシロアリが釣れることは中々なく、結構高度の技術であるという。チンパンジー自身にとっても大事なものであるらしく、うまくできた枝は次のアリの巣まで持って行くともいわれる。他にも、葉を噛み潰してスポンジ状にして、木のうろから水を吸い出して飲むとか、堅い木の実を石で割って食べるなど、多彩な道具の使用が知られる。

## バンドウイルカの道具使用
西オーストラリアのシャーク湾においては、雌のハンドウイルカが海綿を使って餌を探す習性が確認されている。またこの行為は親子間で伝えられるとのことである。詳細はハンドウイルカ#道具の使用と文化を参照。

## シジュウカラの牛乳ビン開け
1970年代に、イギリスで人家に配達された牛乳ビンの蓋が、勝手に開けられるという騒ぎが起こった。原因を調べると、シジュウカラの一種が嘴で紙製の蓋を破っていることが発覚した。この地方では、それまでも同じような牛乳配達が行われていたが、そのような被害はなかった。しかも、この時の被害が、一羽の鳥によるものではなかったことから、恐らくある一羽がその方法を発見し、他の個体がそれを見てまねたものと考えられる。つまり模倣によって、新しい行動が伝播したものと考えられる。その後に牛乳ビンが金属の蓋に変わって、それ以降は同様な被害は消えたと言う。

## その他の例
このほか、以下のような道具の使用例が知られる。
- エジプトハゲワシが、鳥の卵を割って食べるために、小石を咥えて叩きつける。
- ダーウィンフィンチの一種が、口にくわえたサボテンの針をツマヨウジのように使って、枯れ木の穴中から虫を取り出す。
- ジガバチの一種が、巣穴に蓋をする時、巣穴の口に詰め込んだ砂粒を、口にくわえた小石で叩く。

ただし、ダーウィンフィンチやジガバチの場合には、個体間の伝承も考えにくく、習性の一環と見た方がよい。

## 文化と見なすかどうか
上記のようなさまざまな例が、文化と呼べるものであるかどうかについては、さまざまな議論がある。
先に挙げたような例は、いずれも後天的に獲得され、個体間の伝播で広まり、動物集団ごとに一定の型がある点など、人間に見られる文化的現象との間に、一定の共通点がある事は認められる。そういった立場から、これらを動物における文化であると見なす立場もある。
しかしながら、たとえば芋を洗い、味付けをするサルが、その後豊かな食文化を開発したかと言えば、そのようなことはない（ただし、元々砂浜に撒かれた芋を淡水の河口で砂を洗い流す行為から派生した「味つけ」という行為が年長者にも子孫にも伝承されている事実もある）。シジュウカラの例でも、彼らがその後にそれまでと異なった生活に入ったという話は聞かない。
これに対して、人間における文化は、人間の生活のあり方そのものを変えるほどに広範囲にわたり、それが世代を重ねるにつれ、次第に蓄積されるところにも特徴がある。また、文化が異なる人間間では意志疎通や感情の交流が困難なほどに、人間の根本に関わっている。そう言った面を重視する立場からは、これらの動物における例を、文化と共通する面があることは認めるにせよ、とても文化とは呼べないとする意見もある。
このような両端の意見に配慮して、これらの動物に見られる、文化的な現象をさして"preculture" （前文化）と呼んではどうかとの提案もあるが、広く認められてはいない。